# 천보영
천보영(1987년 10월 17일 ~ )은 대한민국의 레이싱 모델 출신 게임캐스터이다.

## 경력

### 에이빙모델 경력
- 2012년 - 부산국제모터쇼 르노삼성 모델
- 2012년 - P&I 올림푸스 포즈모델
- 2012년 - 오토살롱 2Crave 모델
- 2012년 - 지스타 게임빌 모델
- 2013년 - 서울국제모터쇼 도요타 모델
- 2013년 - 오토살롱 2Crave 모델
- 2013년 - 지스타 넥센 행사 모델
- 2014년 - 부산국제모터쇼 기아자동차 웨어러블K 시연 및 소개 모델
- 2014년 - 소닉스타리그 인터뷰걸
- 2014년 - P&I 샌디스크 행사 모델
- 2014년 - 오토살롱 SPI 모델
- 2014년 - 포르쉐 월드 로드쇼 진행 모델
- 2014년 - 미스디카 아웃도어 모터쇼 모델
- 2014년 - LOL 2014 월드 챔피언십 스파이럴캣츠 코스프레 객원 모델

### 레이싱모델 경력
- 2012년 - 포뮬러원 코리아 그랑프리 그리드걸
- 2012년 - 코리아스피드페스티벌 현대기아자동차 모델
- 2014년 - 코리아스피드페스티벌 현대모비스 모델

## 수상
- 2013 - 제2회 한국레이싱모델 어워즈 베스트 엔터테이너상
- 2015 - 제4회 한국레이싱모델 어워즈 최우수 방송엔터테이너상